# NGC 6459
NGC 6459 est une galaxie lenticulaire relativement éloignée et située dans la constellation du Dragon. Sa vitesse par rapport au fond diffus cosmologique est de 8 643 ± 56 km/s, ce qui correspond à une distance de Hubble de 127,5 ± 9,0 Mpc (∼416 millions d'al). NGC 6459 a été découverte par l'astronome américain Lewis Swift en 1885.